# Marjanskaja
Marjanskaja (russisch Ма́рьянская) ist eine Staniza in der Region Krasnodar in Russland mit 10.643 Einwohnern (Stand 14. Oktober 2010).

## Geographie
Der Ort liegt in Kaukasusvorland etwa 30 km Luftlinie westnordwestlich des Regionsverwaltungszentrums Krasnodar am rechten Ufer des Kuban.
Marjanskaja gehört zum Rajon Krasnoarmeiski und befindet sich gut 40 km südöstlich von dessen Verwaltungszentrum Poltawskaja. Die Staniza ist Sitz und einzige Ortschaft der Landgemeinde Marjanskoje selskoje posselenije.

## Geschichte
Der Ort entstand 1823 als kosakische Kurinsiedlung und erhielt 1842 den Status einer Staniza. Benannt ist er nach der russischen Kaiserin Marija Fjodorowna (geborene Sophie Dorothee von Württemberg, 1759–1828), Ehefrau von Paul I. Die ursprüngliche, bis in das 20. Jahrhundert übliche Schreibweise des Ortsnamens war Marjinskaja (Марьинская). Die Staniza gehörte zunächst zur Abteilung (otdel) Temrjuk der Oblast Kuban.
Ab 1924 gehörte Marjanskaja zum Krasnodarski rajon. Vom 20. Dezember 1935 bis 22. August 1953 war es Verwaltungssitz des eigenständigen Marjanski rajon, bis dieser an den Nowotitarowski rajon mit Sitz in Nowotitarowskaja angeschlossen wurde. Dieser wiederum wurde 1963 an den Dinskoi rajon mit Sitz in Dinskaja angeschlossen, wobei dessen westlicher Teil mit der Staniza Marjanskaja am 30. Dezember 1966 an den wiederhergestellten Krasnoarmeiski rajon abgegeben wurde (dieser bestand in kleinerem Umfang bereits von 1934 bis 1963).

### Bevölkerungsentwicklung
| Jahr | Einwohner |
| ---- | --------- |
| 1939 | 9.422     |
| 1959 | 7.856     |
| 1979 | 8.754     |
| 2002 | 10.221    |
| 2010 | 10.643    |

Anmerkung: Volkszählungsdaten

## Verkehr
Nördlich wird die Staniza von der Regionalstraße 03K-002 (ehemals R251) Temrjuk – Krasnodar – Kropotkin – Grenze zur Region Stawropol (dort weiter Richtung Stawropol) umgangen, an der sich auch die nächstgelegenen Stanizen, östlich Jelisawetinskaja und nordwestlich Nowomyschastowskaja, befinden. Die nächstgelegene Bahnstation ist Krasnodar.